# Пиньейру-да-Бенпошта
Пиньейру-да-Бенпошта (порт. Pinheiro da Bemposta)  —  район (фрегезия) в Португалии,  входит в округ Авейру. Является составной частью муниципалитета  Оливейра-де-Аземейш. Находится в составе крупной городской агломерации Большое Авейру. По старому административному делению входил в провинцию Бейра-Литорал. Входит в экономико-статистический  субрегион Энтре-Доуру-и-Воуга, который входит в Северный регион. Население составляет 3621 человек. Занимает площадь 8,90 км².
Покровителем района считается Святой Пайю (порт. São Paio). 